# Baldomer Lostau i Prats
Baldomer Lostau i Prats (Barcelona, 1846 - Barcelona, 13 d'octubre de 1896) fou un polític català d'idees republicanes i federalistes.

## Biografia
Fill de Vicenç Lostau i Prats, sastre d'ofici, natural de Villamajor a l'Aragó i de Teresa Prats i Lacosta, natural de Reus. Casat amb Teresa Espinet i Carrau, foren pares de Teresa Lostau i Espinet. Era membre del Club dels Federalistes i diputat provincial de Barcelona quan el 27 de novembre de 1869 fou un dels signants del document del Comitè Republicà Federal de la Província de Barcelona, on s'incitava el poble a agafar les armes, i personalment encapçalà la insurrecció federal a Igualada. Es va exiliar a Ais de Provença i el 1872 formà part del Consell Federal de la Secció Regional Espanyola de la Internacional Obrera, de la qual ell va ser un dels primers catalans que s'hi adherí.
Fou elegit diputat a les corts per Gràcia l'abril del 1871 i fou membre de la Diputació de Barcelona el 1872-1873, des d'on tingué un paper destacat en l'efímera proclamació de l'Estat Català els dies 5 i 7 de març de 1873.
Organitzà després les companyies de Guies de la Diputació i lluità contra els carlins; el novembre del 1873 s'oposà a la dissolució les companyies de Guies i hagué de tornar a exiliar-se. El 1877 s'uní als intents d'organització d'un sindicalisme reformista a Barcelona. Continuà dins el partit federal de Francesc Pi i Margall, i fins i tot el 1883 intervingué activament en el congrés regional a Catalunya i en l'assemblea federal de Saragossa, bé que encapçalà una tendència de caràcter municipalista oposada al federalisme regionalista de Josep Maria Vallès i Ribot. Fou diputat a les Corts espanyoles pel Partit Republicà Democràtic Federal per Vilafranca del Penedès a les eleccions generals espanyoles de 1893. La seva filla fou Teresa Lostau i Espinet, pintora catalana.